# Autoctonismo
El término autoctonismo está referido a las teorías del argentino Florentino Ameghino, aunque también lo podríamos usar como antónimo del término difusionismo, con sus distintos grados, partiendo del evolucionismo cultural. 
La teoría habla sobre el origen del hombre en América como resultado de la evolución propia. La teoría fue planteada a finales del siglo XIX por el Argentino Florentino Ameghino, influenciado por los estudios de Charles Darwin sobre "El origen de las especies".
Ameghino consideraba que la ciencia no tiene razón ninguna para hacer emigrar al hombre del antiguo al Nuevo Mundo, puesto que la emigración bien pudo verificarse en sentido contrario e insistía sobre la posibilidad de que el crecimiento del hombre había sido sudamericano. Esta convicción lo desacreditó en el ambiente científico, porque partió de una postura teórica y se afanó en verificarla forzando las evidencias.
Otro ejemplo de autoctonismo en Arqueología e Historia Antigua, serían las teorías de Ana María Vázquez Hoys respecto a la escritura a partir de dos objetos observados por la autora en el Museo Arqueológico de Huelva: un útil redondeado y una especie de navecilla, ambos expuestos en la vitrina correspondiente a la  época megalítica española, que suele datarse en los milenios V-IV- a. C (5. 000-4. 000 a. C.), y a través de ellos y otros aspectos, duda de que toda cultura venga de Oriente.
Otra historiadora, Nuria Sureda Carrión, publicó distintas teorías sobre el origen de Tartessos desde esta perspectiva.
Algunas corrientes científicas arqueológicas, prehistóricas o historiográficas suelen preferir explicaciones alternativas al difusionismo, basadas en que la evolución cultural surge del propio impulso de los pueblos, de su propia tendencia a cambiar. 
Para algunos, estos impulsos son intrínsecos a la naturaleza humana, que tiende a la evolución independiente y paralela por sí misma (Evolucionismo cultural), para otros, son el resultado de las contradicciones sociales internas (Marxismo) y, para otros, se debe a la influencia determinista del entorno natural (Procesualismo). 
Por último, hay quien se niega a aceptar que las innovaciones son sólo respuestas a estímulos y que el ser humano sea incapaz de crear por propia iniciativa, motu proprio: es lo que los Postprocesualistas llaman «agency», libre albedrío, heurística..., como explica Ludwig von Bertalanffy